# يوكو تاكاهاشي
يوكو تاكاهاشي (باليابانية: 高橋洋子؛ بالكانا: たかはし ようこ) هي مغنية يابانية، ولدت في 28 أغسطس 1966 في طوكيو في اليابان.

## وصلات خارجية
- الموقع الرسمي
- يوكو تاكاهاشي على موقع ميوزك برينز (الإنجليزية)
- يوكو تاكاهاشي على موقع أول ميوزيك (الإنجليزية)
- يوكو تاكاهاشي على موقع ديسكوغز (الإنجليزية)
- يوكو تاكاهاشي على موقع ANN person (الإنجليزية)